# ジョン・ジェイクス
ジョン・ジェイクス（John William Jakes、1932年3月31日 - 2023年3月11日）は、アメリカ合衆国のSF作家、ファンタジー作家、児童文学作家、歴史小説家。シグマ・デルタ・シカゴ国際新聞協会、アメリカSF作家協会、推理作家協会の会員。

## 人物・来歴
シカゴ生まれ。デポウ大学卒業。オハイオ州立大学で英文学の修士号を取得。
1952年、大学在学中に短編 Machine で「F&SF」誌からデビュー。
日本では彼の初期の姿であるヒロイック・ファンタジーの作家（それもロバート・E・ハワードの亜流）ないし、スペース・オペラ作家としてしか知られていないが、アメリカでは重厚な歴史小説の書き手として有名である。
歴史小説の代表作として、アメリカ創成期の100年間を舞台にした大河小説「ケント家物語」のほか、「North and South Trilogy」、「Crown Family Saga」などがある。
また、1960年代に結成されたアメリカ剣士と魔術師ギルドというヒロイック・ファンタジー作家グループの一員となった（リン・カーター、L・スプレイグ・ディ・キャンプ、との３名で創設）。

## 著作リスト

### 第二銀河系シリーズ (Dragonard Trilogy)
- 『星界の王死すとき』（When the Star Kings Die (1967) 、野田昌宏訳、ハヤカワ文庫SF） 1979
- 『今宵われら星を奪う』（Tonight We Steal the Stars (1969)、野田昌宏訳、ハヤカワ文庫SF） 1979
- The Planet Wizard (1969) ：未訳

### 戦士ブラクシリーズ (Brak the Barbarian)
- 『戦士ブラク対謎の神殿』（Brak the Barbarian (1968) 、一ノ瀬直二訳、創元推理文庫） 1973
- 『戦士ブラク対女錬金術師』（Brak the Barbarian Versus the Sorceress (1969)  、一ノ瀬直二訳、創元推理文庫） 1977
- 『戦士ブラク対吸血双生児』（Brak the Barbarian Versus the Mark of Demons (1969)  、一ノ瀬直二訳 、創元推理文庫） 1978
- Brak: When Idols Walked (1978) ：未訳

### ケント家物語 (Kent Family Chronicles)
1. 『私生児』（The Bastard (1974)、森本路子訳）
2. 『反逆者』（The Rebels (1975) 、森本路子訳）
3. 『探求者』（The Seekers (1975) 、森本路子訳）
4. 『復讐者』（The Furies (1976)、森本路子訳）
5. 『大立者』（The Titans (1976) 、森本路子訳）
6. 『戦士達』（The Warriors (1977) 、森本路子訳）
7. 『無法者』（The Lawless (1978) 、森本路子訳）
8. 『新世界』（The Americans (1979) 、森本路子訳）

## 関連事項
- 『南北戦争物語 愛と自由への大地』(執筆小説“North and South”三部作のテレビドラマ化)